# باسكت مانريسا
باسكت مانريسا (بالإسبانية: Bàsquet Manresa)‏ هو فريق كرة سلة إسباني تأسس في 1931 يقع في مانريسا، منطقة كتالونيا. يلعب في ليغا أيه سي بي.

## وصلات خارجية
- الموقع الإلكتروني